# Grand Prix de la Somme 2008
Il Grand Prix de la Somme 2008, ventitreesima edizione della corsa e valida come evento dell'UCI Europe Tour 2008 categoria 1.1, si svolse il 19 settembre 2008 su un percorso totale di 197 km. Fu vinto dal francese William Bonnet che terminò la gara in 4h40'50", alla media di 42,08 km/h.
Al traguardo 99 ciclisti portarono a termine il percorso.

## Ordine d'arrivo (Top 10)
| Pos. | Corridore          | Squadra         | Tempo    |
| ---- | ------------------ | --------------- | -------- |
| 1    | William Bonnet     | Crédit Agricole | 4h40'50" |
| 2    | Janek Tombak       | Mitsubishi      | s.t.     |
| 3    | Sébastien Turgot   | Bouygues Tél.   | s.t.     |
| 4    | Cédric Pineau      | AG2R La Mon.    | s.t.     |
| 5    | Florent Brard      | Cofidis         | s.t.     |
| 6    | Nicolas Rousseau   | AG2R La Mon.    | s.t.     |
| 7    | Guillaume Levarlet | F. des Jeux     | s.t.     |
| 8    | Bert De Waele      | Landbouwkrediet | s.t.     |
| 9    | Cédric Coutouly    | Agritubel       | s.t.     |
| 10   | Dennis van Winden  | Rabobank Cont.  | s.t.     |